# Dahlhauser Heide

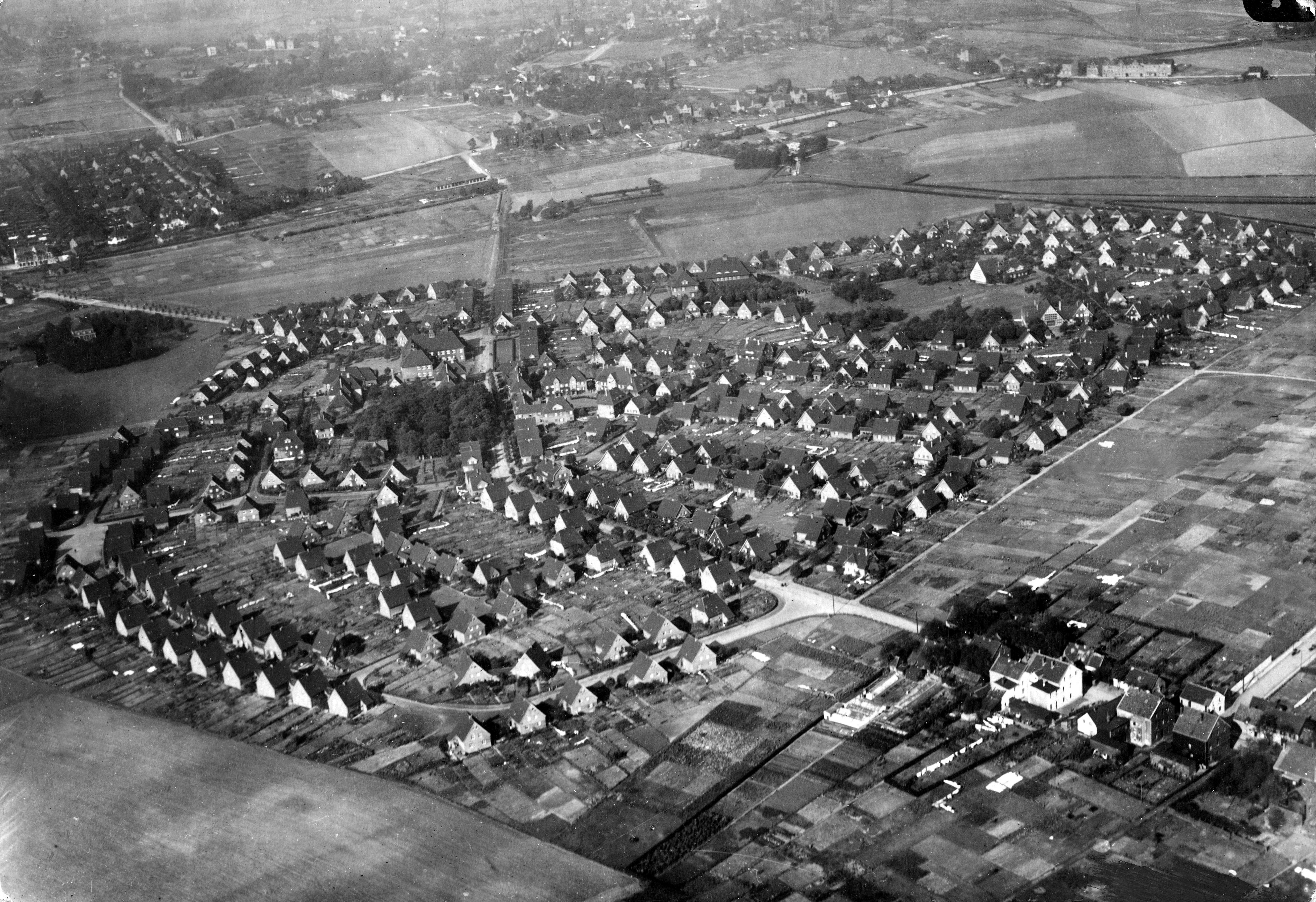
Siedlung Dahlhauser Heide, Hordel. Das namensgebende Rittergut ist am linken Bildrand oberhalb der Siedlung. Ca. 1926

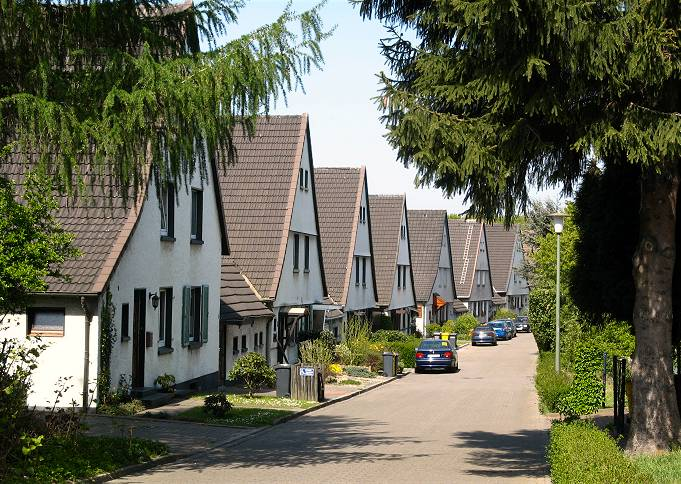
Dahlhauser Heide

Die Dahlhauser Heide ist eine Arbeitersiedlung in Hordel, einem Stadtteil im Nordwesten von Bochum. Sie wurde vom Unternehmen Fried. Krupp AG in den Jahren 1906 bis 1915 auf dem Gelände des Ritterguts Haus Dahlhausen errichtet. Krupp hatte das Gelände bereits 1890 erworben.
Die Siedlung für die Beschäftigten der Krupp-Zechen Hannover und Hannibal wurde vom Architekten Robert Schmohl geplant, der seit 1892 das Kruppsche Baubüro leitete. In erster Linie herrschen Zweifamilienhäuser mit Wohnküche und guter Stube im Erdgeschoss sowie zwei Schlafräumen im Obergeschoss vor. Die Bauform im Heimatstil erinnert durch die tief heruntergezogenen Dachtraufen und Zierfachwerk an den Fassaden an westfälische Bauernhöfe. Zwischen zwei Häusern befinden sich jeweils Stallungen, hinter den Häusern ausgedehnte Nutzgärten. Im Volksmund bekam die Siedlung aufgrund des überall betriebenen Gemüse-, speziell des Kohlanbaus die Bezeichnung „Kappeskolonie“.
Für die Steiger wurden sechs separat gelegene, zweigeschossige und mit mehr Komfort ausgestattete Mehrfamilienhäuser am „Beamtenhof“ errichtet.
Insgesamt wurden in der Siedlung 339 Doppelhäuser aus über 40 verschiedenen Typen errichtet. Zusammen mit den Beamtenhäusern ergaben sich damit 715 Wohneinheiten.
In Anlehnung an das Konzept der Gartenstadt sind die Straßen geschwungen ausgeführt. Die Straßennamen stammen teilweise von den gleichnamigen Kohlefeldern bzw. -flözen, zum Beispiel Sechs-Brüder-Straße oder Sechs-Schwestern-Straße. Zur Siedlung zählten zwei Konsumanstalten, eine Bierhalle, zwei Kindergärten und zwei Schulen. Die Anordnung der Straßen, die zentrale Parkanlage, der separat gestaltete „Beamtenhof“ und die Ausstattung mit den genannten Infrastruktureinrichtungen lassen die Siedlung Dahlhauser Heide wie ein gewachsenes Dorf erscheinen.
Um den Gartenstadtcharakter zu erhalten, wurde 1980 eine Gestaltungssatzung erlassen, die insbesondere die von der Straße aus sichtbaren Hauselemente vor Veränderungen schützt. So sind die Häuser in ihrer ursprünglichen Grundform beizubehalten. Dies betrifft zum Beispiel die Fassade, die in ihrer Gliederung und in den Details nicht wesentlich verändert werden dürfen (Fenster, Fensterläden, Außenfarbe usw.). Fast jedes Haus ist mit einem zur damaligen Zeit typischen Vorgarten versehen. In den 1970er Jahren war zunächst beabsichtigt, die Siedlung unter Denkmalschutz zu stellen. Letztlich bietet aber in diesem Fall nach Auffassung der behördlichen Denkmalpflege die Gestaltungssatzung genügend Schutz vor Veränderungen, so dass auf eine formale Eintragung in die Denkmalliste verzichtet wurde.